# ケイト・ラワース
ケイト・ラワース（英語: Kate Raworth、1970年12月13日生まれ）は、イギリスの経済学者であり、「ドーナツ経済学」と呼ばれる、人間の基本的なニーズと地球の限界との間にバランスをとる経済モデルを提唱している。オックスフォード大学環境変動研究所の上級研究員であり、アムステルダム応用科学大学の実践教授でもある。

## 経歴
ラワースはオックスフォード大学で政治学・哲学・経済学を専攻し、優等で卒業した後、開発経済学の修士号を取得した。ビジネス・スクール・ローザンヌから名誉博士号を授与されている。1994年から1997年まで海外開発研究所のフェローとしてザンジバルでマイクロエンタープライズの開発を促進し、1997年から2001年までは国連開発計画の人間開発報告書の共著者としてグローバル化、新技術、資源消費、人権などに関する章を執筆した。2002年から2013年まではオックスファムの上級研究員として活動した。
2017年に『ドーナツ経済学：21世紀の経済学者として考える7つの方法』(Doughnut Economics: Seven Ways to Think Like a 21st-Century Economist)という本を出版し、2012年に発表した論文『人類にとって安全で公正な空間』で初めて提案したドーナツ経済学という概念を詳しく説明した。この本では、21世紀に適した経済学を展開するために必要な7つの洞察力を提示し、従来の成長至上主義や市場原理主義に代わる、よりバランスの取れた視点を提案している。この本は2017年のフィナンシャル・タイムズとマッキンゼー社が主催するビジネス書賞にノミネートされた。
2020年にはアムステルダム応用科学大学の実践教授に就任し、自身が提唱するドーナツ経済学に基づく知識を開発するために、同大学内に設立されたドーナツ・ハブ（Doughnut Hub）の戦略アドバイザーとして活動している。2021年にはマリアナ・マズカートが議長を務める世界保健機関（WHO）の全ての人々のための健康経済評議会（Council on the Economics of Health For All）のメンバーに任命された。